# British Home Championship 1904
British Home Championship 1904 – dwudziesta edycja turnieju piłki nożnej między reprezentacjami z Wielkiej Brytanii. Tytułu broniły Szkocja, Anglia oraz Irlandia. Królem strzelców turnieju zostali Alfred Common i Joseph Bache (2 gole).

## Turniej
| 29 lutego 1904 | Walia · Watkins · Davies | 2 : 2(2 : 0)Raport | Anglia · Davis 68' · Bache 77' | Racecourse Ground, Wrexham Widzów: 9 000 Sędzia: Thomas Robertson |
|                |                          |                    |                                |                                                                   |

| 12 marca 1904 | Irlandia · Kirwan | 1 : 3(1 : 2)Raport | Anglia · Bache 12' · Common 16' 65' | Solitude Ground, Belfast Widzów: 18 000 Sędzia: Thomas Robertson |
|               |                   |                    |                                     |                                                                  |

| 12 marca 1904 | Szkocja · Walker | 1 : 1 | Walia · Atherton | Dens Park, Dundee |
|               |                  |       |                  |                   |

| 21 marca 1904 | Walia | 0 : 1 | Irlandia McCracken | Farrard Road, Bangor |
|               |       |       |                    |                      |

| 26 marca 1904 | Irlandia · Sheridan | 1 : 1 | Szkocja · Hamilton | Dalymount Park, Dublin |
|               |                     |       |                    |                        |

| 9 kwietnia 1904 | Szkocja | 0 : 1(0 : 0)Raport | Anglia · Bloomer 64' | Celtic Park, Glasgow Widzów: 45 000 Sędzia: William Nunnerley |
|                 |         |                    |                      |                                                               |

## Tabela
| Msc. | Zespół   | M | W | R | P | Pkt+ | Pkt- | Pkt |
| ---- | -------- | - | - | - | - | ---- | ---- | --- |
| 1    | Anglia   | 3 | 2 | 1 | 0 | 6    | 3    | 5   |
| 2    | Irlandia | 3 | 1 | 1 | 1 | 3    | 4    | 3   |
| 3    | Szkocja  | 3 | 0 | 2 | 1 | 1    | 3    | 2   |
| 3    | Walia    | 3 | 0 | 2 | 1 | 3    | 4    | 2   |

## Strzelcy
2 gole
- Alf Common
- Joe Bache

1 gol
- Walter Watkins
- Lloyd Davies
- Jack Kirwan
- George Davis
- Bobby Walker
- Robert Atherston
- James Sheridan
- Bob Hamilton
- Billy McCracken
- Steve Bloomer